# Мифология майя
Как и представители других доколумбовых цивилизаций Америки, майя были глубоко духовным народом. В течение тысячелетий их мысли и действия были навеяны космологическими представлениями о времени и пространстве, образовании человека, верой в религиозное значение сельскохозяйственных циклов. Их мировоззрение представляло собой весьма сложную политеистическую религиозную систему. Эта религиозная система сложилась ещё в архаичные времена, задолго до расцвета цивилизации майя в классическом периоде (II—IX века). В течение тысячелетий эта сложная система была расширена, несколько изменяясь по всем регионам и периодам времени, но поддерживая основные унаследованные верования, традиции и обряды. Майя разделяли многие традиции и ритуалы с другими культурами Мезоамерики, которая представляет собой разнообразную мозаику несколько похожих, но уникальных традиций. Религиозная система майя жива и сегодня, по её обрядам живут миллионы представителей современных майя, которые, хотя и имеют особенности, присущие каждому народу, унаследовали большинство традиций от некогда великой классической культуры.

## Сохранение религии майя и источников её исследования

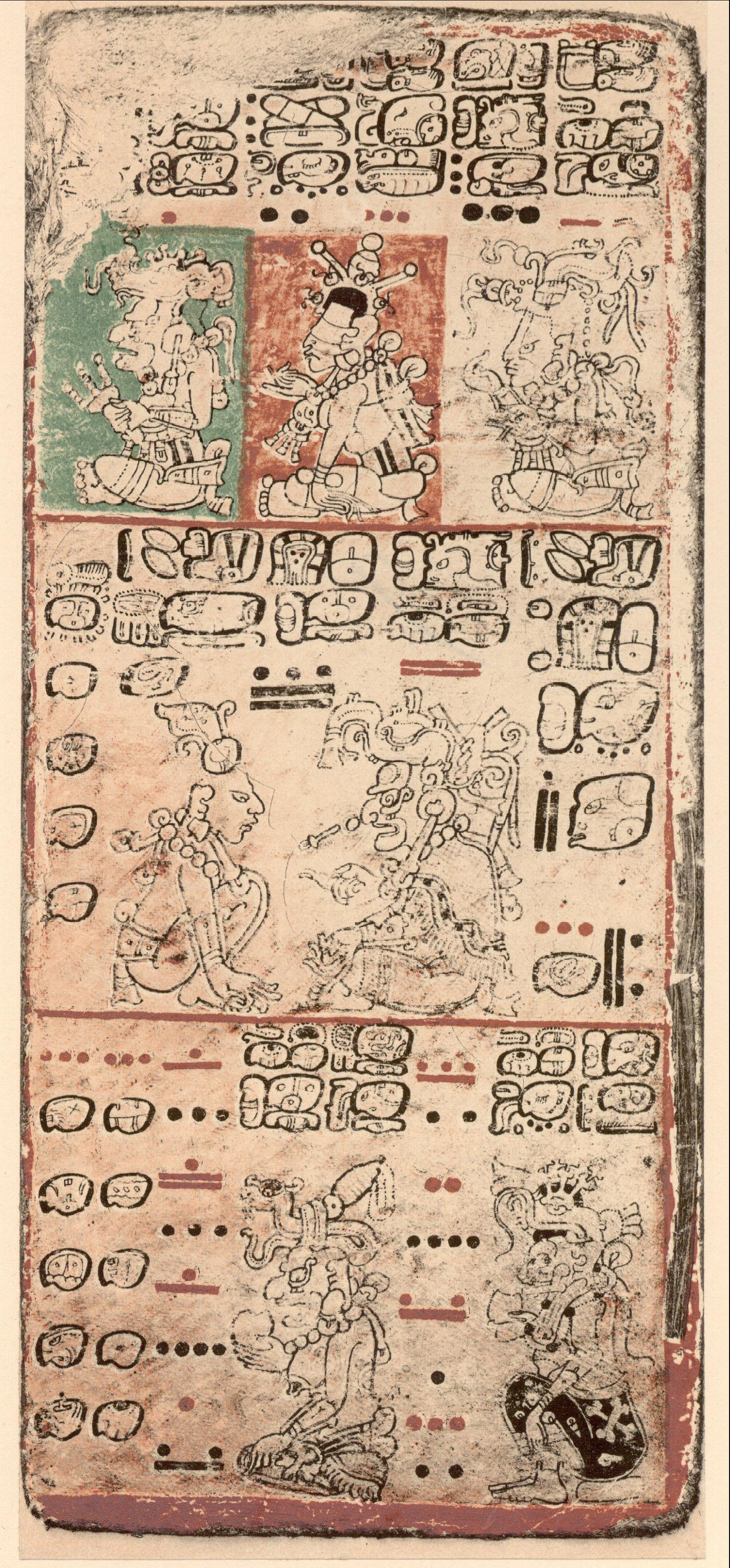
Дрезденский кодекс

Несмотря на коллапс классической цивилизации майя в начале X века, в течение которого почти на всей территории, которая была подконтрольна этому народу, прекратилось построение монументальных сооружений, барельефов, стел с записями событий, а численность населения резко сократилась и большинство городских центров были покинуты, сам народ майя сохранился и продолжал поддерживать свою веру и традиции. Сохранение этих традиций можно увидеть в остатках архитектуры городов на севере полуострова Юкатан, которые всё ещё процветали в течение посткласичного периода под влиянием культур побережья Мексиканского залива и долины Мехико. Население южной низменности и горных регионов майя современной Гватемалы практически прекратило монументальное строительство в этот период, однако следование традиционным верованиям среди местных майя подтверждено описаниями испанских исследователей и сообщениями XVI и XVII веков .
В течение испанского завоевания Юкатана и после него история и традиции майя продолжали передаваться из поколения в поколение, хотя и с некоторыми чертами европейских традиций и религий, в частности католицизма. Много майя преследовались за свою веру на протяжении веков начиная с прибытия европейцев. Хотя нет сомнений, что их общество и традиции прошли через существенные изменения, многие майя сегодня поддерживают свою идентичность, помнят о своей сложной истории, традициях и наследии. Это характерно даже для жителей тех районов, где было распространено принятие христианства.
В наше время сохранились всего четыре более-менее полных книги майя, написанных в доколумбовские годы и посвящённых религиозным темам. Большинство кодексов майя (рукописей) были уничтожены испанской инквизицией и светской властью во время завоевания Мезоамерики и христианизации, поэтому наше знание культуры классического периода часто неполное и фрагментированное. К тому же осталось много надписей, высеченных на архитектурных памятниках, остатках религиозных сооружений и фресках, например, во всем известном храме на территории Бонампака, содержащие сведения о верованиях майя. После испанского завоевания некоторые из текстов были переписаны или записаны по преданиям латиницей. Наиболее известные из этих источников — сборники текстов религиозного характера Пополь-Вух (написанный языком киче) и Чилам-Балам.

## Мифология

### Образование мира
Подобно ацтекам и инкам, достигшим расцвета позже, майя верили в циклическую природу времени на всех уровнях (см. календарь майя). Майя рассматривали существование вселенной как череду эр большой длины, немного менее 5200 лет, которые делились на 13 меньших периодов, бактун. Согласно так называемой Томпсоновской корреляции календаря майя, мир был создан 13 августа 3114 года до н. э. и будет уничтожен 21 (или 23) декабря 2012 года, когда современный цикл так называемого длинного счёта подойдёт к концу. Согласно поздним источникам, предыдущий мир умер в «большом потопе» (идея, которая также найдена у ацтеков), когда небо упало на землю и свет исчез.
После этого наступил период между двумя мирами, время магии и героических событий, описанных в книге Пополь-Вух. История, описанная в Пополь-Вух, относится к рождению первой пары героев-близнецов, детей предыдущих создателей. Когда воины подросли, они были вызваны в подземное царство, Шибальбу, за то, что очень шумно играли в мяч. После страшных пыток они были казнены, но от головы одного из них, бога маиса (кукурузы), магическим образом забеременела дочь царя Шибальбы, леди Кровь.
Леди Кровь была изгнана наружу, где родила новую пару легендарных героев-близнецов, Хунахпу и Шбаланке (имена даны языком киче, а не языком классических майя). Когда они подросли, братья осуществили много героических поступков (типичная роль для богов-близнецов в религиях Мезоамерики). Сначала они победили злых сводных братьев, превратив их в людей-обезьян (которые позднее стали покровителями художников, артистов и танцоров). Впоследствии они убили ужасную птицу Вукуб-Какиш, у которой они выбили зубы, стреляя взрывающимися пулями, и потом заменили их на мягкие зёрна маиса.
Последним подвигом была победа над царями Шибальбы. Как и их отец, они были вызваны в подземное царство, но они перенесли многочисленные пытки. В конце они победили царей Шибальбы в игре в мяч, но всё-таки были казнены. Но боги неба оживили их, и при помощи удачной стратегии они смогли убить своих врагов и оживить своего отца, бога маиса. Этот миф часто рассматривается как метафора сельскохозяйственного цикла и годового возрождения урожая. Так когда майя сеют маис, они посылают зерна в подземное царство, но маис «возрождается» в виде молодого ростка. Эта история — важный элемент мифологии майя и зачастую изображается в искусстве.
Мир был создан из ничего волей богов. Боги Тепеу и Гукумац, также известный как Кукулькан и как ацтекский бог Кетцалькоатль, называются творцами. И они были в числе первых существ, возникших в мире, и отличались своей мудростью. Также в первые часы образования мира существовал Хуракан, но он был менее персонифицирован, — он действует как шторм, богом которого он и был. От его имени происходит слово «ураган» многих современных языков.
Чтобы сохранить свою власть, Тепеу и Гукумац решают создать народ, который мог бы поклоняться им. Хуракан фактически проводит процесс творения, а Тепеу и Гукумац им руководят. Земля была создана, но боги делают несколько неудачных попыток создать на ней желаемый народ. Сначала были созданы животные, однако не могли поклоняться своим создателям, и поэтому они были навсегда изгнаны в лес.
Человек был неудачно сделан из глины, но она только рассыпалась, потом из дерева, но эти люди быстро забыли своих создателей. И только после этого люди были сделаны из маиса. То есть майя считали, что маис не только является главным элементом их диеты, но и они были сами сделаны из этого же материала.
Целью человека было выполнять задачи, которые были полезны богам — то есть заниматься ювелирным делом, обработкой драгоценных камней, гончарным делом, созданием барельефов и т. д. Согласно некоторым историкам, майя создавали произведения искусства не ради самого искусства, а для удовольствия богов.
Каждая столица государств майя имела свою версию легенды о создании мира, которая прославляла предков династии правителей этого города. Например, в Паленке надписи времён Кан Балама, сына Ханаба Пакала, в храме Креста рассказывают одну из версий. Согласно ей ещё за 8 лет до конца предыдущего мира родился Первый Отец, а через 540 дней — Первая Мать, родившая Кавила, змееподобного бога с трубой на лбу, который всегда был покровителем царского дома этого города.

### Строение мира
Многие элементы космологической системы известны не очень хорошо, но можно сказать, что майя, подобно большинству ранних обществ, считали, что вселенная имеет три главные части: небо, землю и подземное царство. Небо у майя имело тринадцать уровней или слоёв, где жили разные боги. Подземное царство, Шибальба́ (Xibalbá), состояло из девяти уровней, которые были населены старыми богами смерти и гниения. Майя считали, что Шибальба была местом, куда попадались души большинства людей после смерти, и что божества ада мучили их там. Ицамна (Itzamna) и бог Солнца, находились в небе майя. Ночное небо часто представлялось окном, которое показывает все сверхъестественные явления.
Майя соотносили созвездия с богами и видели в их сезонных движениях ответы на свои вопросы и рассказы и считали, что в ночном небе сливаются все уровни мира.
Также майя рассматривали Землю как плоскую и четырёхугольную, где каждый угол имел собственное цветное значение: восток был красный, север — белый, запад — чёрный, а юг — жёлтый. В этой системе также существовал и пятый «угол», центр, который ассоциировался с сине-зелёным цветом. Земля поддерживалась четырьмя старыми богами — павахтунами (единственное число: Pawahtun), точнее четырьмя формами одного бога. Небо также поддерживалось четырьмя богами — бакабами (Bakab), а по другой версии — четырьмя деревьями разных видов и соответствующих цветов. В этой системе в центре росла сине-зелёная сейба (хлопковое дерево), так называемое «Древо мира» или «Древо жизни». В космологии майя оно формировало своего рода ось мира, которая соединила центр Земли со всеми уровнями как неба, так и подземного царства.
Майя часто сажали в центре поселений деревья сейба, которые символизировали эту связь. В некоторых поселениях найдены и другие деревья, которые соответствовали всем четырём направлениям.
Искусство классического периода также часто изображает Землю как спину огромного двуглавого аллигатора, который отдыхает в пруду, наполненном лилиями. Небо, в отличие от Земли, изображалось в виде двуглавой змеи, вероятно, из-за того, что слово «небо» (kaan или chan) было омонимичным слову «змея». В этом случае все звёзды изображались нарисованными на теле этой змеи.

### Небесный пантеон
О пантеоне майя известно очень мало, хотя можно сказать, что их мир был наполнен богами. Например, в рукописи XVIII века «Ритуалы Бакаба» по именам названы 166 богов, в доколумбовских кодексах можно распознать как минимум 30. Например, боги отвечали каждому из 13 уровней неба и 9 уровней подземного царства. Частично это разнообразие богов исходит от многоликости богов майя. Во-первых, многие боги были не одной персоной, а четырьмя, соответствующими каждому направлению. Во-вторых, многие боги имели спутника (мужа или жену) противоположного пола, — отображение мезоамериканского принципа дуализма и единства противоположностей. В-третьих, некоторые боги имели молодую и старую формы, или, особенно в течение классического периода, телесную и бестелесную. В-четвёртых, не было чёткого разделения между человеком и животными и между видами животных, поэтому многие боги объединяли черты нескольких животных в причудливых формах. И последнее, каждый астрономический бог имел своего подземного двойника, который появлялся в то время, когда звезда или планета «умирала», достигнув горизонта, и существовал до появления её с противоположной стороны.
Следует также отметить то, что боги майя часто не были дискретными, отдельными объектами, как греческие боги. Боги зачастую были родственными и имели аспекты, которые медленно переходят от одного бога к другому. Существует большое разнообразие символов, соответствующих сверхъестественным явлениям в религиозной традиции майя, только некоторые из которых встречаются с регулярностью. «Добрый» или «злой» — часто также не постоянная характеристика богов майя. Черты могут меняться циклически, со сменой сезонов; как и в других случаях, эта цикличность является одним из основным элементов мифологии майя.

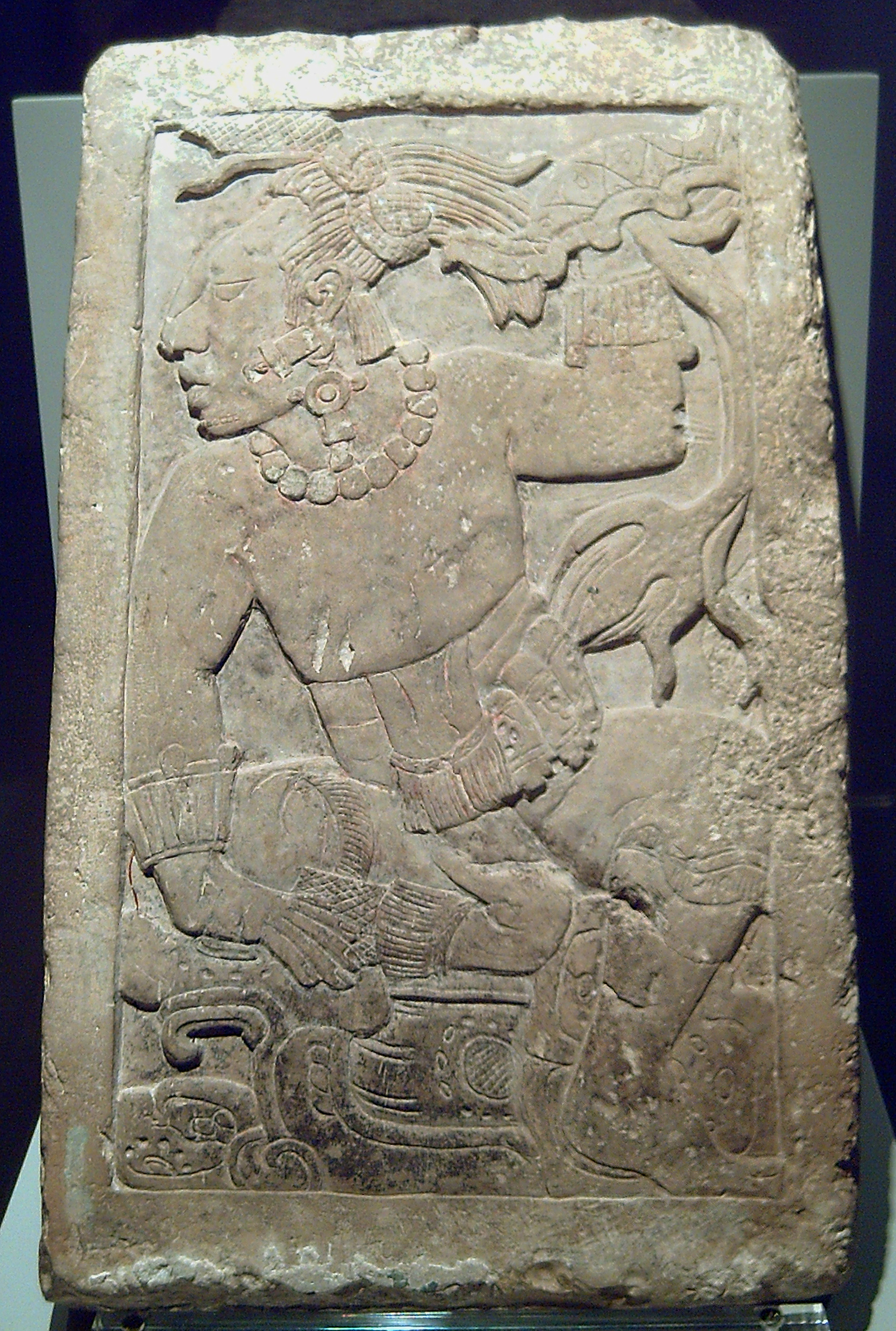
Изображение Бакаба на стеле в Мадриде

Верховным богом пантеона майя был Ицамна (Itzamna, «дом ящерицы»), который изображался в кодексах в виде старика с римским носом, изобретатель грамотности и покровитель образования и наук. Его женой была Иш-Чель (Ix Chel, «Леди Радуга»), старая богиня прядения, медицины и деторождения, которая также была богиней Луны. Змеи в её волосах и клешни вместо рук отмечают её общее происхождение с ацтекской богиней Коатлике (Coatlicue), матерью всех людей и богов. Все остальные боги, включая Бакабов, были потомками названной пары, они именуются «старой парой предков» в книге Пополь-Вух.
Бог Солнца, Кинич Ахау (Kinich Ahau), выглядит в кодексах очень похожим на Ицамну и может быть одним из его воплощений (однако, он мог быть и его отцом). На своём пути через подземное царство он становится ужасным богом-ягуаром, который зачастую изображается на монументах майя.
Молодая полуобнажённая женщина, которая несколько раз встречается в Дрезденском кодексе, представляет собой молодую богиню Луны, молодой вариант Иш-Чель, известный ранее как Иш-Чуп (Ix Chup, «женщина»), которая имела романтические отношения с несколькими богами.
В углах Земли находился четырёхликий Чак (Chak), бог дождя, поклонение которому можно проследить до культуры Ольмеков. Чак был одним из самых популярных богов доколумбовских майя, которые ассоциировали его с громом и молниями, его культ всё ещё существует у современных майя. Также четырёхликими были Бакабы, каждый из которых принимал власть над миром на 1/4 каждого 260-дневного периода.
Кроме этих богов, в пантеоне майя существовали покровители социальных классов и профессий. Возглавлял это число Кукулькан (K’uk’ulkan), преемник Кавила в качестве покровителя правящей касты, культ которого возник уже в постклассический период и достиг расцвета при приходе тольтеков на Юкатан. Среди солдат были популярны несколько богов войны, некоторые из них были реальными полководцами, знаменитыми своими завоеваниями. Богом торговцев и выращивателей какао (которое ценилось как валюта) был Эк-Чуах (Ek Chuwah), с чёрным лицом и длинным носом. Он также родом из долины Мехико, где был известен как покровитель торговцев «Бог М», но позже стал богом войны, и в этой роли появляется в Дрезденском кодексе. Также у майя были покровители охотников, рыбаков, пасечников, художников, артистов, любовников и даже самоубийц. Искусством заведовали люди-обезьяны, происхождение которых весьма подробно описано в Пополь-Вух.

### Подземное царство

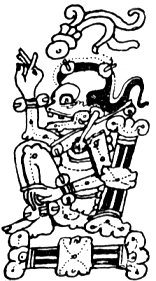
Ах-Пуч

Подземное царство, Шибальба́ (Xibalba, «место борьбы»), вероятно, было девятиуровневым, каждый из уровней имел своего повелителя, на это указывают, например, девять домов пыток, по которым прошли герои-близнецы. Это холодное несчастное место считалось местом, в которое должны были попасть после смерти почти все майя.
Большая часть найденной керамики имеет похоронное значение, такая керамика часто содержала пищу и воду «в дорогу». Потому и тема подземного царства была очень распространена на найденной керамике майя. Часть эпики подземного царства также описана в Пополь-Вух; эта эпика очень похожа на египетскую «Книгу мёртвых». На вазах и тарелках часто изображаются бог Маиса, Вукуб-Какиш, боги-обезьяны, Хунахпу и Ишбаланке. Первого из героев-близнецов легко распознать по чёрным пятнам на теле, остаткам кожи ягуара. Обычно они изображаются в момент возрождения своего отца или во время игры в мяч.
Входами в Шибальбу часто считались глубокие пещеры. В известной пещере Нах-Тунич, открытой в 1979 году, было найдено много захоронений позднего классического и посткласичного периодов, но пещера была уже ограблена до находки её археологами. Важной чертой этой пещеры являются многочисленные иероглифические тексты (до нас дошли около 400 текстов) и изображения, выполненные на стенах чёрным углём. Изображения включают игру в мяч, половые акты, в том числе, вероятно, гомосексуальные, и богов майя, которые зачастую включают героев-близнецов. Вероятно, пещеры также ассоциировались с горами, и даже сейчас майя проводят ритуалы в пещерах с целью вызвать дождь, который, как они верят, зарождается в этих пещерах ещё задолго до того, как он поднимается на небо. Сейчас найдена более чем сотня пещер с остатками захоронений и изображений майя, часто такими же священными местами считаются и сеноты.

## Пантеон богов Майя

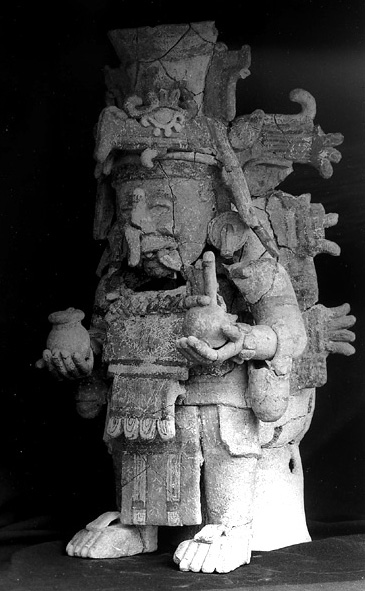
Чак

- Ах-Пуч (Ah Puch) — бог смерти и владыка мира мёртвых
- Ах-Мун — бог кукурузы, изображавшийся юношей в головном уборе в виде початка кукурузы
- Чак (Chaak или Chac) — бог воды и дождя
- Ицамна (Itzamna) — владыка неба
- Иш Таб (IxTab) — богиня жертвоприношений и ритуальных самоубийств
- Иш-Чебель-Яш (Красная богиня) — главная из богинь, супруга Ицамны. Покровительница ткачества, вышивки и рисования
- Иш-Чель (IxChel) — богиня радуги и лунного света, жена Кинич Ахау
- Кавиль — бог войны
- Кими (Cimi) — бог смерти
- Кинич Ахау — бог солнца
- Кукулькан (Кукумац, Gukumatz) — верховный бог, змей в перьях кетцаля, бог ветра
- Хуракан (Уракан, Huracan)— бог природного начала и всех буйных природных сил.
- Эк-Чуах (Ek Chuah) — бог торговли
- Сипакна (Zipacna) — демон подземного мира. Старший сын сверхъестественного существа Вукуб-Какиша. Согласно Пополь-Вух был заманен и убит в пещере в горе Меауан близнецам-героями Хунахпу и Шбаланке[2].
- Тохил — согласно мифологии майя, бог огня и грозы. Индейцам племени киче не хватало тепла в их мире, лишённом солнца, но бог Тохил дал им его. Однако обрушившийся с неба дождь потушил все огни на земле. Но Тохил мог в любой момент вызвать пламя, ударив одной ногой о другую[3].
- Шбаланке — бог-ягуар
- Юм Кааш (Jum Kaash) — бог кукурузы и лесов

## Религиозные обряды
В отличие от ацтеков, жрецы майя не придерживались целибата. Сыновья наследовали своим отцам в должности жреца, хотя иногда жрецами становились вторые сыновья правителей. Титул жреца, Ах-Кин (Ah Kin — «он от солнца»), говорит о связи с календарём и астрономией, и в их обязанности включались не только проведения ритуалов, но и образование. Также они вели расчёты календаря, астрономических событий, заведовали священными местами, церемониями и праздниками, предоставляли пророчества, занимались лечением больных, учили учеников письму и составляли генеалогии именитых персон.
Как уже упоминалось, майя верили в циклическую природу времени (см. календарь майя). Ритуалы и церемонии были тесно связаны с различными звёздными и земными циклами, которые они наблюдали и записывали в виде своеобразных календарей. Жрецы майя выполняли интерпретацию этих циклов и выдавали предсказания будущего или прошлого основываясь на отношениях разных календарей. Если интерпретации жрецов предсказывали скверное время, для успокоения богов приносились жертвы. Жертвы могли быть небольшими животными, «кровопусканиями» высокими должностными лицами, и, хотя и нечасто, человеческими жертвами.
При принесении человеческой жертвы жрецу помогали четыре старика, так называемых чака, по имени бога дождя (отклик священной роли бога Чака классического периода), которые держали руки и ноги жертвы, пока грудь вскрывалась другим человеком, называвшимся Накум (Nakom, подобно богу войны). Другим участником церемонии был чилам (Chilam), своего рода шаман, который получал сообщение от богов при впадении в транс, и его пророчества интерпретировались жрецами.
Каждый ритуал майя диктовался календарём, самый главный цикл которого составлял 260 дней. Даты и символы были насыщены символическими значениями. Например, часто встречались номера 4, 9, 13 и цветовые направления. Перед и во время проведения ритуалов был суровый пост, с запретом многих продуктов питания и сексуальной активности, а также, принимающие участие в ритуалах проводили членовредительства своего тела, протыкая иглой уши, щёки, губы, язык и пенис, а истекающая кровь использовалась для смазки идолов. Накануне испанского завоевания такие идолы воскуривали благовониями и каучуком, и ритуально кормились. В жертву приносились рабы и внебрачные дети или сироты, купленные к этому случаю. Однако, до тольтекской эры человеческие жертвы редко встречались, вместо этого использовались животные: индейки, собаки, белки, перепела и игуаны.
Самой большой церемонией постклассических майя было торжественное празднование Нового Года. Эта церемония проходила в каждом обществе майя в ближайшие пять безымянных и несчастливых дней в конце прошлого года, и предполагала сооружение специальной дороги (вероятно, подобной «тротуарам» классического периода) к идолу, размещённому в одном из четырёх направлений, сразу за городской чертой; ежегодно выбиралось новое направление, с циклом в четыре года и в направлении против часовой стрелки. За год происходили разные происшествия и осуществлялись разные пророчества, плохие и хорошие, но плохие могли быть нейтрализованы с помощью специальных обрядов, например, известна церемония хождения по огню, где жрецы босиком бежали по слою горячего, ещё красного, угля.
К тому же, на протяжении всего года проводились сельскохозяйственные обряды и церемонии для таких важных экономических групп как охотники, пасечники, рыбаки и ремесленники. Вероятно, эти действия стояли в зависимости от дат 260-дневного цикла, как мы можем судить по данным Мадридского кодекса, который преимущественно посвящён таким вопросам. Целью этих действий было увеличение охотничьей добычи, производства мёда и воска и т. д. Зачастую они принимали форму «аналогичного волшебства», например, выливание воды в огонь, чтобы вызвать дождь.
В отличие от расхожего мнения, что классические общества майя были организованы как теократия, то есть государства, которыми руководили жрецы, нет никаких свидетельств о самом существовании жрецов в течение классического периода. Кажется, что жрецы появились в течение раннего постклассического периода под влиянием тольтеков. Однако значительную роль в обществе классического периода играли художники, писатели и скульпторы, занимающие следующий ранг после правителей государств. Главным писцом, который соответствовал визирю при дворах Старого Света, был так называемый Ах-Кутун (Ah Kutun, «он от священных книг»), то есть государственный библиотекарь.
Представители элиты классического периода были помешаны на крови, как собственной, так и крови врагов. Кровь, пролитая правителями и представителями их семей, имела важное ритуальное значение. Кровь проливалась по важнейшим датам календаря, чаще, из языка женщин и пениса мужчин. Игла, использовавшаяся для этого, представляла собой острую кость, очень ценилась и имела ритуальное значение. Изображения на стелах, которые ранее считались изображением воды, стекающей с опущенных рук правителей, как это сейчас известно, изображают стекающую кровь. Эта кровь, как и в Европе, символизировала царское происхождение.